# Bless Unleashed
Bless Unleashed ist ein Massively Multiplayer Online Role-Playing Game, das von Round 8 Studios entwickelt und von Bandai Namco Entertainment für die PlayStation 4 und die Xbox One im Jahr 2020 veröffentlicht wurde. Es ist ein Neustart von Bless Online. In ähnlicher Weise verwendet Unleashed ein Free-to-play-Geschäftsmodell. 2021 wurde es durch NEOWIZ für den PC veröffentlicht.

## Handlung
Nach einer Traumsequenz im Kampf gegen den Archon des Feuers wacht der Held von Lumios in ihrem Haus auf der neutralen Insel Telarion auf. Gemäßigt und kultiviert, wimmelt es von Festen und Handel und dient als sicherer Hafen für Flüchtlinge, die vor den Grausamkeiten des Krieges fliehen. Sie wird von einem Leuchtturm geleitet, der unbewacht steht und immer erleuchtet ist. Jedes Jahr versammeln sich Reisende aus der ganzen Welt, um an einem großen Fest teilzunehmen, das an den Tag erinnert, an dem die ersten Einwohner den Leuchtturm bauten und beobachteten, wie ein heiliges Feuer darin zum Leben erwachte. Während der diesjährigen Feierlichkeiten wird die Insel von einem mächtigen Magier namens Gideon angegriffen, der die Höllenbrut herbeiruft, um bei der Invasion zu helfen. Nachdem er eine Handvoll dieser Kreaturen besiegt hat, entkommt der Held von Lumios nur knapp, als ihr neuer Verbündeter Don Diego hereinstürzt und sie mit seinem Greif packt. Damit beginnt die lange und tückische Reise, um Gideon und seine Schergen zu besiegen und zu verhindern, dass das Brechen erneut stattfindet.

## Entwicklung
Bless Unleashed wurde 2018 angekündigt. Geschlossene Beta-Releases für das Spiel fanden im April und Juli 2019 statt. Die erste Öffentliche Betaphase war im November 2019. Im Januar 2020 wurde die gleiche Beta nochmals zum Stresstest der Server geöffnet. Am 12. März 2020 wurde das Spiel für die Xbox One im Windows Store veröffentlicht, wobei ein früher Zugriff auf das Spiel über kostenpflichtige Gründerpakete auf der Xbox One verfügbar ist. Am 2. Juli 2020 gab es sein erstes großes Erweiterungs-Update, Saurins Deception. Die PlayStation-4-Version wurde am 22. Oktober 2020 veröffentlicht. Die PC-Version wurde am 6. August 2021 auf Steam für Windows ab Version 7 x64 veröffentlicht.

## Rezeption
Bless Unleashed bekam gemäßigte bis hin zu negative Bewertungen.
Das Spiel wurde von einigen Kritikern als „langweilig“ und „spaßlos“ betitelt und sie meinten, dass das Spiel es nicht wert sei, auch wenn es komplett kostenlos ist. Andere Kritiker meinten hingegen, dass das Spiel „spaßig“ und eine „nette Abwechslung“ sein könnte, aber es jedoch etwas Feinschliff gebrauchen könnte.